# António Ginestal Machado
António Ginestal Machado (Almeida, 3 de mayo de 1874-Santarém, 28 de junio de 1940) fue un político y profesor de instituto portugués, presidente del Ministerio durante la Primera República.

## Biografía
Nacido en Almeida el 3 de mayo de 1874, estudió en la Escuela Naval de Lisboa y trabajó como profesor de instituto. Ginestal Machado, que ocupó la cartera de Instrucción pública entre el 24 de mayo de 1921 y el 19 de octubre de 1921 en sendos gabinetes Queirós y Granjo, simpatizó con el movimiento nacionalista-conservador de la Cruzada Nacional D. Nuno Álvares Pereira. Ejerció de Presidente del Ministerio (jefe de gobierno) entre el 15 de noviembre de 1923 y el 18 de diciembre de ese mismo año, cargo que simultaneó con el de ministro de Interior. Durante este periodo fue presionado por los partidarios del Centro do Nacionalismo Lusitano y su publicación A Ditadura para que disolviera el parlamento, pero su gobierno conservador acabó cayendo. Falleció en Santarém el 28 de junio de 1940.